# عبد القوي خليفة
عبد القوي خليفة (1946 في محافظة البحيرة -)، وزير مرافق مياه الشرب والصرف الصحي في مصر. وقبلها كان محافظًا لمحافظة القاهرة. هو حاصل على بكالوريوس الهندسة عام 1969، وحصل على الماجستير بهندسة البترول من الولايات المتحدة في 1976، كما حصل على الدكتوراه في الهندسة المدنية من جامعة وندسور بكندا في 1980. شغل منصب رئيس مجلس إدارة الشركة القابضة لمياه الشرب والصرف الصحي. وفي 14 أبريل 2011 أصبح محافظًا لمحافظة القاهرة ليكون أول محافظ للعاصمة المصرية بعد ثورة 25 يناير، وحل محله في سبتمبر 2012 أسامة كمال. وفي 2 أغسطس 2012 عين وزيرًا لمرافق مياه الشرب والصرف الصحي في وزارة هشام قنديل.

## محافظة القاهرة في عهده
- ردم مصرف محمد نجيب بالمرج، وتطوير بعض شبكات الصرف في المناطق الشعبية والعشوائية والصناعية، ومنها منطقة شق الثعبان.[1]
- تجمهر سكان العشوائيات أكثر من مرة، وممارسة أعمال عنف وبلطجة أمام مبنى المحافظة للحصول على وحدات سكنية، إلا أنه عجز عن حل مشاكلهم، واكتفى بإصدار بيانات يؤكد فيها أنه لن يرضخ لتلك التهديدات، ولن يحصل أحد على وحدات لا يستحقها، وترك خليفة المنصب كغيره من المحافظين السابقين دون حل لإسكان العشوائيات.[1]
- أرقت مشكلة الباعة الجائلين محافظة القاهرة عقب ثورة 25 يناير، ولم يتمكن خليفة فترة بقائه في المحافظة، من التغلب على تلك الظاهرة، ولكنه حاول أن يدرس مع رؤساء الأحياء ونوابه الأربعة توفير ساحات في كل حى، يمكن عن طريقها تجميع هؤلاء فيها وفق شروط تضعها المحافظة، وطبقت التجربة في حيى بولاق أبو العلا ودار السلام، ولكنها لم تعمم في باقى أحياء المحافظة.[1]
- أخفق في إيجاد حل جذرى لمشكلة القمامة، والتي زادت في عهده بشكل ملحوظ، بسبب إضراب كثير من عمال شركات النظافة عن العمل، لعدم صرف مستحقاتهم المالية. وشهد عهده أيضا اضطرابات في العقود الموقعة مع شركات النظافة الأجنبية، رغم إنذاره لها أكثر من مرة بفسخ تلك العقود إذا لم تلتزم بأعمال النظافة.[1]